# Mauremys mutica
Espèce
Synonymes
- Emys muticus Cantor, 1842
- Clemmys schmackeri Boettger, 1894
- Annamemys grochovskiae Tien, 1957
- Mauremys iversoni Pritchard &  McCord, 1991
- Clemmys guangxiensis Qin, 1992
- Mauremys pritchardi McCord, 1997

Statut de conservation UICN

 EN A1cd+2cd : En danger
Statut CITES
Mauremys mutica, l'Émyde mutique, est une espèce de tortues de la famille des Geoemydidae.

## Répartition
Cette espèce se rencontre :
- en République populaire de Chine dans les provinces d'Anhui, du Fujian, du Guangdong, du Guangxi, du Hainan, du Hubei, du Hunan, du Jiangsu, du Jiangxi, du Yunnan et du Zhejiang ;
- à Taiwan ;
- au Japon dans les îles Ryūkyū ;
- au Viêt Nam.

## Liste des sous-espèces
Selon TFTSG (21 juin 2011) :
- Mauremys mutica kami Yasukawa, Ota & Iverson, 1996
- Mauremys mutica mutica (Cantor, 1842)

## Publications originales
- Cantor, 1842 : General Features of Chusan, with remarks on the Flora and Fauna of that Island. Annals and magazine of natural history, ser. 1, vol. 9, p. 481-493 (texte intégral).
- Yasukawa, Ota & Iverson, 1996 : Geographic variation and sexual size dimorphism in Mauremys mutica (Cantor, 1842) (Reptilia: Bataguridae), with description of a new subspecies from the southern Ryukyus, Japan. Zoological Science (Japan), vol. 13, p. 303–317 (texte intégral).